# Alan Boguslavsky
Alan Boguslavsky (Los Ángeles, California, 18 de mayo de 1965) es un guitarrista estadounidense nacionalizado mexicano de origen judío. Es conocido especialmente por su etapa como guitarrista de Héroes del Silencio entre 1993 y 1996.

## Biografía
Boguslavsky nació en Los Ángeles el 18 de mayo de 1965, mudándose a México siendo aún muy joven. Fue un primo suyo quien le enseñó a dar los primeros pasos con la guitarra, enseñándole "Hotel California", "Wish you were here", etc. Pero su mayor aprendizaje fue en un viaje que hizo por Europa donde se ganaba la vida tocando. Recorrió el continente con una mochila y su guitarra al hombro.
Cuando vuelve a México, forma un grupo llamado "El Huitlacoche" y acompañó a Kenny y los Eléctricos. Un día Kenny hizo una fiesta en la que estaba invitado Pedro Andreu, batería de Héroes del Silencio. Enseguida Alan y él hicieron amistad y Pedro le invitó a ver su concierto al día siguiente. Alan se quedó impresionado por la actuación y por el grupo y fue a saludarles al camerino.
Meses más tarde, Juan Valdivia, el guitarrista de la banda española, sugirió la idea de incorporar a un nuevo integrante, ya que los arreglos del tercer álbum de la banda, El Espíritu del Vino, eran muy complicados para tocar en directo con una sola guitarra. Entonces lo que hicieron fue pedirle la incorporación a la banda y él aceptó. La unión duró hasta la separación de Héroes del Silencio en 1996, donde en el último álbum Avalancha ya era miembro oficial.
Tras la separación, Alan colabora en el primer disco de Enrique Bunbury (exvocalista de Héroes del Silencio) en solitario, llamado Radical Sonora, y le acompaña en su gira. Posteriormente en 1999 crea su propio grupo llamado Bogusflow (en principio lo quiso llamar "JADE" pero ese nombre estaba registrado), en el que estaban algunos de los músicos que tenía Bunbury (Copi Corellano, Ramón Gacías y Del Morán). En ese año saca su primer disco llamado también "Bogusflow", un disco cargado de elogios.
En el 2002 Alan saca un disco en solitario acústico llamado "The Art Of Waiting". Grabado en su propia casa, con su voz y una guitarra como principales protagonistas. En 2007 Héroes del Silencio se reúne para dar un par de conciertos, pero este no fue invitado, como guitarrista soporte fue invitado el hermano de Juan Valdivia.
En el 2008 edita el álbum "Flautas Lakotas"; dando un giro radical a su estilo musical, un disco donde se reencuentra sus raíces.
En el 2009 se une a la banda mexicana Milky Brothers y en 2011 a la banda española Marcalma.
En 2011 produce y graba junto a José Riaza "Vencedores", una canción hecha a partir de un texto del poeta murciano Francisco Rodríguez Serna. Esta producción y compartir escenario en varias ocasiones acrecienta la amistad entre los dos músicos y genera una decena de canciones compuestas a medias. Esto hace que José Riaza le proponga unirse como guitarrista invitado a la gira española del grupo de rock mexico-español Tragicomi-K en el tour "Rock sin Bluff 2011/2012" realizando una serie de shows en España y México. De esta gira surge en el álbum en vivo "Tragicomi-K en Iberi-K" (2012) donde Alan figura como guitarrista invitado. Mientras sucedía dicha gira con Tragicomi-K en España, Alan y José Riaza hicieron una pequeña gira acústica titulada “Palmadita al corazón”, en dicha gira ambos cantaron su repertorio en común y vendieron un disco compilado con lo mejor del cancionero de ambos.
El sábado 27 de octubre de 2012 realizó una pequeña presentación como parte de la última rodada nocturna por el zócalo capitalino, con su nuevo grupo "Los Inmortales S.A.".
El estilo de Alan muestra fuertes influencias de Pink Floyd y Led Zeppelin.
Ha empleado múltiples modelos de guitarra a lo largo de toda su carrera, principalmente la Fender Stratocaster (Gira El Espíritu del Vino y Radical Sonora) y la Gretsch G6231T (Gira Avalancha). Así como una Fender Telecaster Custom con los Milky Brothers.
Para la amplificación Marshall 30 Aniversario, Mesa Boogie DC-5 y Celestion Vintage 30's. Se presentó en la Ciudad de Panamá el 8 de septiembre de 2018 tocando varios temas de Héroes,retomando el proyecto en 2019 ofreciendo una presentación junto a la banda tributo El Cuadro, en un reconocido lugar en La Ciudad De México llamado Segundo Piso para unos cuantos afortunados.
Participó en una banda de nombre Es3 o Steres que tocaba una canción de nombre Lobo, que decía más o menos así: «Como una sombra como un halcón y yo me la pasaba entre muchos colores eras un felino acostado entre las flores...»

## Discografía

### Con El Huitlacoche
- El huitlacoche - (Rocanroll Circus) 1993

### Como solista
- The Art Of Waiting - (2002)
- Flautas Lakotas - (2008)
- Alanthology - (Recopilatorio, 2018)

### ConHéroes del Silencio
- Avalancha - (1995)
- Parasiempre - (1996)
- El ruido y la furia - (2005)
- Live In Germany - (2011)

### Con Bunbury
- Radical Sonora (EMI 1998 LP+sencillos)

### ConBogusflow[1]
- Hello Stranger - (Sencillo, 1998)
- Bogusflow - (1999)
- The dream of the dead - (EP, 1999)

### Con E.B.A
```
  ExPLENDID BEHAVIOUR ARRIVAL (Grabaciones en el Mar, 2000 LP)
```

### ConLos Milky Brothers
- Los Milky Brothers, Su lechita y a dormir (2009, EP)

### ConLos Inmortales S.A.
- Los Inmortales S.A. (2015, LP)
- Animal (2015, Sencillo)
- Aún te queda corazón (2016, LP)

### ConJamás
- Raíces (2018, EP)

### ConElvis Suárez
- Grabó Guitarras para la canción “Si Supieras” del Álbum (Círculo Cero) (2019) de Elvis Suárez Músico y Compositor Panameño.

Producciones
```
  La Nube 90-60-90 (1999, LP)
```

- Dos Lunas (B.S.O.) - (2001)

```
  Sola (Sola) - (2000 EP)
  Los Sullivans (2003 EP)
```

Con Mauricio Riveros
Disco “Los muertos” (2015)
Guitarras en ‘Los muertos’ y ‘Desde arriba nadie te ve’
Producción general, guitarras acústicas, eléctricas y bajo en ‘Ártico’ 
Single ‘Vendrán años nuevos’ (2016)
Guitarras eléctricas, acústica, bajo y producción general. 
Disco “Las distancias” (Alerce, 2019)
Producción en tres tracks:
Guitarras acústicas en ‘Tu rostro mi sol’
Guitarras acústicas, eléctricas, bajo y mandolina en ‘Los ojos más lindos del norte’ (coautoría)
Guitarras acústicas, eléctricas y bajo en ‘Una hora más que en ti’ (coautoría)

### Colaboraciones
- Palmadita al corazón, Alan Boguslavsky y José Riaza (2011, Compilado)
- Vencedores, con José Riaza, "Rock por Lorca" (2011, Compilado y "Cualquier tiempo pasado" (2014, Recopilatorio y rarezas)
- Luciana (V.2), con Tragicomi-K, "El club de los corazones rotos" (2011, LP)
- Guitarrista invitado con Tragicomi-K, "En Iberi-K" (2012, LP en vivo)